# أندرو خان
أندرو خان (بالإنجليزية: Andrew Kahn)‏ هو ملحن وعازف بيانو أمريكي، ولد في 23 يوليو 1952 في فيلادلفيا في الولايات المتحدة.

## روابط خارجية
- أندرو خان على موقع ميوزك برينز (الإنجليزية)
- أندرو خان على موقع ديسكوغز (الإنجليزية)